# Wendy Craig
Anne Gwendolyn "Wendy" Craig CBE, född 20 juni 1934 i Sacriston, Durham, är en brittisk skådespelerska.

## Utmärkelser
Craig vann ett BAFTA Award som bästa TV-skådespelerska 1969 för Not in Front of the Children.

## Rollista i urval
- 1957 – Rånkuppen
- 1959 – Plats på toppen
- 1963 – Betjänten
- 1963 – Farlig hjärntvätt
- 1965 – Barnjungfrun
- 1967 – Jag glömmer aldrig... va' va' de' nu han hette?
- 1976 – Joseph Andrews
- 1978–1983 – Butterflies (TV-serie) (30 avsnitt)
- 2002 – Forsytesagan (miniserie)
- 2002 – Morden i Midsomer (TV-serie) (1 avsnitt)
- 2002 – The Real Jane Austen (TV-film)
- 2017 – Saknad, aldrig glömd (TV-serie) (3 avsnitt)
- 2018 – Hem till gården (TV-serie) (6 avsnitt)